# Leichtathletik-Weltmeisterschaften der Behinderten 2015/Teilnehmer (Österreich)
| stlisierte Goldmedaille | stlisierte Silbermedaille | stlisierte Bronzemedaille |
| ----------------------- | ------------------------- | ------------------------- |
| —                       | 1                         | —                         |

Das Österreichische Paralympische Committee (ÖPC) benannte fünf Sportler und eine Sportlerin zur Teilnahme an den Leichtathletik-Weltmeisterschaften der Behinderten 2017, die eine Silbermedaille errangen.

## Ergebnisse

### Frauen
| Athletin      | Wettbewerb    | Vorlauf / Vorkampf | Vorlauf / Vorkampf | Halbfinale   | Halbfinale | Finale       | Finale |
| Athletin      | Wettbewerb    | Zeit / Weite       | Rang               | Zeit / Weite | Rang       | Zeit / Weite | Rang   |
| ------------- | ------------- | ------------------ | ------------------ | ------------ | ---------- | ------------ | ------ |
| Natalija Eder | Speerwurf F13 | –                  | –                  | –            | –          | 39,88 m PB   | 4      |

### Männer
| Athleten             | Wettbewerb     | Vorlauf / Vorkampf | Vorlauf / Vorkampf | Halbfinale   | Halbfinale | Finale             | Finale |
| Athleten             | Wettbewerb     | Zeit / Weite       | Rang               | Zeit / Weite | Rang       | Zeit / Weite       | Rang   |
| -------------------- | -------------- | ------------------ | ------------------ | ------------ | ---------- | ------------------ | ------ |
| Michael Hittenberger | 100 m T47      | 12,07 s            | 7                  | –            | –          | nicht qualifiziert | 12     |
| Günther Matzinger    | 200 m T47      | 23,09 s PB         | 2                  | –            | –          | 23,12 s            | 8      |
| Günther Matzinger    | 400 m T47      | 49,77 s            | 2                  | –            | –          | 49,54 s SB         | 5      |
| Bil Marinkovic       | Diskuswurf F11 | –                  | –                  | –            | –          | 37,06 m SB         |        |
| Bil Marinkovic       | Speerwurf F11  | –                  | –                  | –            | –          | 38,67 m            | 4      |
| Kevin Pumpa          | Speerwurf F54  | –                  | –                  | –            | –          | 23,27 m PB         | 4      |
| Georg Tischler       | Speerwurf F54  | –                  | –                  | –            | –          | 21,95 m            | 5      |